# Оганесян, Гор Самвелович
Гор Самвелович Оганесян (8 апреля 1992, Ереван, Армения) — российский и армянский футболист, полузащитник.

## Биография
Родился 8 апреля 1992 года в Ереване. Футболом начал заниматься в возрасте 6 лет в школе местного клуба «Пюник». В 11 лет переехал в Москву. Выступал за молодёжные команды московского «Динамо», «Химок», «Москвы» и «Амкара». Профессиональную карьеру начал в 2012 году в клубе «Калуга», за который провёл 8 матчей в ПФЛ. Летом 2012 года по приглашению Андрея Тихонова перешёл в клуб ЛФЛ «Спарта» (Щёлково). В июле 2013 года подписал контракт с клубом ПФЛ «Коломна», однако отыграл за команду лишь 2 матча. 10 августа того же года перешёл в армянский «Бананц». Дебютировал в чемпионате Армении 17 августа в матче 2 тура против «Улисса». Летом того же года в числе других игроков клуба перешёл в «Улисс». В результате неправильного диагноза в возрасте 23 лет узнал о диагнозе — полный разрыв пахового сухожилия.

## Достижения
«Бананц»
- Чемпион Армении: 2013/2014

 «Спарта» (Щёлково)
- Обладатель Кубка России среди любительских команд: 2012